# Henriëtte Baart de la Faille-Wichers Hoeth
Henriëtte Elise Charlotte Philippine Baart de la Faille-Wichers Hoeth (Harderwijk, 19 november 1872 − 's-Gravenhage, 4 maart 1940) was een Nederlandse letterkundige.
Wichers Hoeth werd geboren in de Nederlandse patriciaatsfamilie Hoeth, als dochter van de jurist mr. Albert Willem Wichers Hoeth (1833-1913) en Anna Maria Louise Adèle König (1828-1894). Zij trouwde in 1897 met dr. Samuel Baart de la Faille (1871-1943), die predikant was, laatstelijk (en het langst) te Londen; zij kregen geen kinderen. Wichers Hoeth debuteerde omstreeks 1902 met een bijdrage in de bundel Bij het morgenuur. Een boek voor het gezin. Zij debuteerde met een zelfstandige uitgave met Verzen in 1924. In datzelfde jaar werkte zij mee aan de uitgave Wijd uw dag. Een religieus woord voor allen die innerlijk rust en kracht zoeken. In 1931 werkte zij mee aan de uitgave Morgenwijding. Haar laatste werk betrof een neerslag van haar herinneringen als predikantsvrouw te Londen. Zij publiceerde ook wel onder de naam Henriëtte Baart de la Faille.
Annie Romein-Verschoor schreef in 1935 in haar proefschrift Vrouwenspiegel, een literair-sociologische studie over de Nederlandse romanschrijfster na 1880 over Wichers Hoeth: "Mevrouw Baart de la Faille-Wichers Hoet, alleen als schrijfster een 'jongere', plaatste in De ongetrouwde Tante (1928) de werkende ongehuwde vrouw weer in hetzelfde vriendelijke licht van medelijden dat zo vele tantes uit vroeger eeuwen beschenen heeft".
In 1937 en 1938 was Wichers Hoeth lid van de Maatschappij der Nederlandsche Letterkunde te Leiden. Zij was Ridder in de Orde van Oranje-Nassau en overleed in 1940.

### Eigen werk
- Missionsstudium. Berlin, [ca. 1908].
- Verzen. Arnhem, 1924.
- De jongen. Arnhem, 1925.
- Mijn straat. Zeist, 1926.
- De ongetrouwde tante. Arnhem, 1928.
- Beschadigde levens? Lochem, 1932.
- God kan zich niet vergissen. [Z.p.], 1932.
- Herinneringen. 28 jaar in de pastorie te Londen. Assen, 1933.

### Vertaling
- Edward Grey, Waarom Engeland oorlog voert en wat zij van de toekomst hoopt. Een redevoering. [Z.p., 1916].

- Digitale Bibliotheek voor de Nederlandse Letteren: baar061
- Gemeinsame Normdatei: 127446370
- International Standard Name Identifier: 0000 0000 1810 9451
- Nederlandse Thesaurus van Auteursnamen: 073045268
- Virtual International Authority File: 13331716
- WorldCat: E39PBJxcTqkmtBXqvJRYxgHgrq